# Glória do Goitá
Glória do Goitá é um município brasileiro do estado de Pernambuco situado na região da Zona da Mata.

## História
A ocupação do território foi iniciada por *David Pereira do Rosário*, que recebeu as terras por doação de uma neta de Duarte Coelho. Ali fixou residência no sítio Lagoa Grande e lavradores iniciaram o cultivo das terras.
Por volta de 1760, o lugar onde hoje fica o município era ocupado por lavradores, que mandaram construir uma capela dedicada à Nossa Senhora da Glória. Em volta dessa capela, surgiu um pequeno povoado. Posteriormente, monges do Mosteiro de São Bento de Olinda vieram para a região, em 1775.
A vila foi criada a 6 de maio de 1837. Glória do Goitá tornou-se município autônomo, emancipado de Paudalho em 9 de julho de 1877.
A desmembração ocorreu pela Lei Provincial nº. 1.297, sendo formado pelos distritos Apoti, Nossa Senhora da Glória e Tapera de Santa Maria.
A denominação do município tem origem na junção do nome da padroeira, Nossa Senhora da Glória, com o rio Goitá, topônimo que tem origem no termo tupi “gua-ita”, que significa “pedra da baixa”.
Antigamente o município de Glória do Goitá, dominava os distritos de Chã de Alegria e Feira Nova. Anos depois os distritos passaram a ser cidades através de decreto.
A cidade também é conhecida como "Rio Goitá" que o apelido foi dado de origem a um rio que vem de São Lourenço da Mata e percorre Glória do Goitá.

## Geografia
O município de Glória do Goitá está localizado na mesorregião da Mata Pernambucana e na Microrregião de Vitória de Santo Antão. A área municipal ocupa 231 km² e representa 0,2352 % do Estado de Pernambuco. O território de Glória do Goitá faz divisa com os municípios de Lagoa do Itaenga, Feira Nova, Passira, Pombos, Chã de Alegria e Vitória de Santo Antão.

### Hidrografia
O município de Glória do Goitá encontra-se inserido nos domínios da Bacia Hidrográfica do Rio Capibaribe. Seu principal tributário é o rio Goitá e os riachos Macambira, Monjolo, Tanque, Braga, Jamaforno, Maçaranduba, Grota Funda, Camurim, Salinas, Antinho, Mocó, Tapera, Macacos, Guilherme, Água Peba, Urubas, Canavieira, Ribeirão da Onça e Limãozinho. O principal corpo de acumulação é o açude Goitá (52.000.000 m³). Todos os cursos d'água no município têm regime de escoamento intermitente e o padrão de drenagem é o dendrítico.

### Clima
O clima da cidade é o tropical, do tipo As'. No verão é quente e seco, com máximas entre 26 °C e 33 °C, e com mínimas entre 19 °C 23 °C. No inverno é ameno, com máximas entre 22 °C e 27 °C, e mínimas entre 15 °C e 20 °C.
- Tipo de Clima: Tropical
- Precipitação pluviométrica: 1.284mm
- Temperatura média anual: 23,8 °C
- Meses chuvosos: abril a julho

### Divisão distrital e povoados
- Sede
- Distrito: Apoti
- Distrito: Tapera
- Distrito: Vila da Glória

### Relevo
O município de Glória de Goitá, está inserido na unidade geoambiental do Planalto da Borborema, formada por maciços e outeiros altos, com altitude variando entre 650 a 1.000 metros. Ocupa uma área de arco que se estende do sul de Alagoas até o Rio Grande do Norte. O relevo é geralmente movimentado, com vales profundos e estreitos dissecados. Com respeito à fertilidade dos solos é bastante variada, com certa predominância de média para alta.

### Vegetação e solo
A vegetação desta unidade é formada por florestas subcaducifólica e caducifólica, próprias das áreas agrestes. Nas superfícies suave onduladas a onduladas, ocorrem os planossolos, medianamente profundos, fortemente drenados, ácidos a moderadamente ácidos e fertilidade natural média e ainda os podzólicos, que são profundos, textura argilosa, e fertilidade natural média a alta. Nas elevacões ocorrem os solos litólicos, rasos, textura argilosa e fertilidade natural média. Nos vales dos rios e riachos, ocorrem os planossolos, medianamente profundos, imperfeitamente drenados, textura média/argilosa, moderadamente ácidos, fertilidade natural alta e problemas de sais. Ocorrem ainda afloramentos de rochas.

## Economia
Glória do Goitá esta localizada na Zona da Mata Pernambucana, a 65 km da capital do Estado, Recife. Sua área é de 23,185 km². A população é de 30 111 habitantes
As principais atividades econômicas do município são a agricultura e o comércio. Glória do Goitá tem uma extensa área plantada de cana-de-açúcar, mas o município não tem nenhuma usina. O que é plantado na região é vendido para uma usina de Lagoa de Itaenga. Parte dos moradores trabalha no pequeno comércio localizado no centro. Mas Glória do Goitá tem algumas atividades curiosas. Mesmo longe do mar, a quantidade de coqueiros impressiona. E pendurados nos coqueiros, os tiradores de cocos secos. Os cocos são vendidos para a Ceasa, no Recife. No município há também muitas granjas - algumas produzem aves destinadas para o corte e são integradas com o abatedouro de aves de Nazaré da Mata;  outras destinam-se à produção de ovos.
Em todos os lugares, seja às margens da BR ou na área rural encontram-se pequenas lavouras. Algumas são de subsistência. Outros moradores vendem o que produzem na feira do município. Planta-se de tudo - limão, maracujá, acerola, macaxeira, pimentão, cebola, cebolinha e coentro.
Outra importante fonte de renda do município é a produção de farinha de mandioca, fabricada nas diversas casas de farinha da zona rural do município.
Uma das atividades que mais se desenvolve no município é o da agricultura orgânica, cuja produção é vendida na Ceasa, nas feiras de produtos orgânicos da região metropolitana do Recife e na própria feira do município.
Programas de microcrédito não governamentais vêm transformando a economia local e das cidades vizinhas, disponibilizando crédito com assessoria para os pequenos empreendedores.
No século passado, por volta dos anos 1950 existiu em Glória do Goitá, a Alta Viação Gloriense - uma Empresa altamente diferenciada á época, a qual era a única em conduzir os habitantes ao então distrito de Chã de Alegria, bem como as cidades de Vitória de Santo Antão e Recife -PE.  Esta Empresa, de propriedade do Sr. José Lopes de Vasconcelos (Té Lopes) era totalmente moderna para a época, haja vista que tinha escritório, oficina própria, e um quadro de funcionários totalmente organizado pelo próprio dono. Serviu muito à população até meados dos anos 1962 -63, quando foi vendida e posteriormente ocorreu o falecimento do Sr. Té. Um empreendimento destacado em um período tão remoto e sofrido.
Recentemente, Glória do Goitá ganhou um distrito industrial, onde se destacam as fábricas da Nissin Miojo, Fundição WHB e Total Plastic que estão em funcionamento. Outras fábricas estão em fase de implantação.

## Cultura
É a terra de José Gomes, o Cabeleira, conhecido como o primeiro cangaceiro. Foi imortalizado na obra "O Cabeleira", de Franklin Távora, escritor do Romantismo Brasileiro.
É também a terra de Madame Satã, artista conhecido nacionalmente por sua vida conturbada. Foi imortalizado no filme homônimo. Seu papel foi interpretado por Lázaro Ramos.
O maracatu é uma das tradições do município, os moradores passam o ano inteiro confeccionando suas fantasias de maracatu para desfilarem no carnaval do município, que é uma festa bastante tradicional e animada.
É o berço do mamulengo e tem como representantes Zé de Vina e José Lopes ("goiabinha"). Os mamulengos são confeccionados com madeira e chita. O Museu do Mamulengo destaca-se como o principal ponto de cultura, situado no antigo mercado público no centro da cidade, apresenta diferentes peças do teatro de bonecos, como também oficina de mamulengos levando o nome do município para diversos locais, inclusive para o exterior.
Além do mamulengo a cidade apresenta também a roda de coco de Ciriaco e o único museu do cavalo-marinho do Brasil, sob administração do Mestre Zé de Bibi, um dos vencedores do prêmio Rodrigo Melo Franco de Andrade, do Ministério da Cultura, em 2009.
A cidade também tem muitos poetas orais e de bancada como José Gomes, ou melhor, Zé de Boô ( in memoriam) Urbano de Souza Costa, Seu Pirrito (in memoriam) e Zezinha Lins, professora, editora e escritora. Autora dos livros Tecelã do Tempo, histórias de uma vida (2017) Partes do meu todo (2018); E por falar em mulher (2019) e A casa de dentro, histórias de autoconhecimento (2024). Há também artistas em outras áreas, tais quais: cavalo-marinho, pífano, teatro, entre outras representações artísticas.

## Política
O atual prefeito do município é Jaime Lima Gomes Sobrinho (Podemos) e o vice-prefeito é Beto da Água (PSDB), eleitos em 2024. 
Segue a lista dos vereadores eleitos nas eleições municipais de 2024, que assumirão os cargos no quadriênio 2025-2028:
Wellington Andrade (PSDB) 1.453 votos
Arthur Mizura (PSB) 1.245 votos
Robério Feitosa (PSB) 1.024 votos
Cícero de Tapera (PSD) 885 votos
Arthur de Beto (PODEMOS) 878 votos
Monalysa Amorim (PODEMOS) 854 votos
Kaio Nery (PSB) 740 votos
Val da Cooperativa (PSB) 715 votos
Valdeir Félix (PSB) 712 votos
Lúbia Lacerda (PODEMOS) 617 votos
Luiza Nery (REPUBLICANOS) 352 votos